# Johnny Hansen (ur. 1943)
Johnny Terney Hansen (ur. 14 listopada 1943 w Vejle) – duński piłkarz występujący na pozycji obrońcy.

## Kariera klubowa
Hansen karierę rozpoczynał w sezonie 1963 w pierwszoligowym zespole Vejle BK. W sezonie 1965 wywalczył z nim wicemistrzostwo Danii. Graczem Vejle był do sezonu 1968. W 1968 roku przeszedł do niemieckiej 1. FC Nürnberg. W Bundeslidze zadebiutował 17 sierpnia 1968 w przegranym 1:4 meczu z Alemannią Akwizgran. W sezonie 1968/1969 spadł z zespołem do 2. Bundesligi.
W 1970 roku Hansen został graczem pierwszoligowego Bayernu Monachium. Zadebiutował tam 15 sierpnia 1970 w zremisowanym 1:1 spotkaniu z VfB Stuttgart, w którym strzelił także gola, który był jednocześnie jego pierwszym w Bundeslidze. Przez sześć lat gry dla Bayernu, zdobył z nim trzy mistrzostwa Niemiec (1972, 1973, 1974) oraz Puchar Niemiec (1971).
W 1976 roku Hansen wrócił do Vejle. W sezonie 1977 zdobył z nim Puchar Danii, a w sezonie 1978 mistrzostwo Danii, po czym zakończył karierę.

## Kariera reprezentacyjna
W reprezentacji Danii Hansen zadebiutował 26 września 1965 w zremisowanym 2:2 meczu Mistrzostw Nordyckich z Norwegią. 26 października 1966 w przegranym 1:3 towarzyskim pojedynku z Izraelem strzelił pierwszego gola w kadrze. W latach 1965–1978 w drużynie narodowej rozegrał 45 spotkań i zdobył 3 bramki.